# أهل بلال (أهل بلال)
أهل بلال هو دُوَّار يقع بجماعة لقصابي تاكوست، إقليم كلميم، جهة كلميم واد نون في المملكة المغربية. ينتمي الدوّار لمشيخة اهل بلال التي تضم دوار واحد. يقدر عدد سكانه بـ 165 نسمة حسب الإحصاء الرسمي للسكان والسكنى لسنة 2004.

## روابط خارجية
- البوابة الوطنية للجماعات الترابية
- المندوبية السامية للتخطيط